# Saudade (Sao Tomé-et-Principe)
Ne doit pas être confondu avec Saudade.
Saudade est une localité de Sao Tomé-et-Principe située au nord de l'île de São Tomé, dans le district de Mé-Zóchi. C'est une ancienne roça.

## Population
Lors du recensement de 2012, 94 habitants y ont été dénombrés.

## Roça
En mauvais état de conservation, il n'en subsiste que les sanzalas (logements des travailleurs).

## Personnalités
Le peintre et écrivain portugais Almada Negreiros (1893-1970) est né dans cette roça .